# Hypsometra ericinellae
Hypsometra ericinellae är en fjärilsart som beskrevs av Aurivillius 1910. Hypsometra ericinellae ingår i släktet Hypsometra och familjen mätare. Inga underarter finns listade i Catalogue of Life.